# New Sensation
Singles de Nana Mizuki
Suddenly ~Meguriaete~
(2002) Still in the Groove
(2003)
New Sensation est le 7e Single de la chanteuse et seiyū japonaise Nana Mizuki sorti le 23 avril 2003 sous le label King Records. Il arrive 20e à l'Oricon et reste classé 5 semaines pour un total de 13 673 exemplaires vendus.
New Sensation a été utilisé comme thème musical pour la publicité Kanko Gakuseifuku, tandis que Replay Machine -custom- a été utilisé comme thème d'ouverture du jeu vidéo Omoide ni Kawaru Kimi ~Memories Off~ sur PS2. New Sensation se trouve sur l'album DREAM SKiPPER et sur la compilation The Museum.

## Liste des titres
| 1. | New Sensation (lit. Sensation nouvelle)           | 4:34 |
| 2. | Replay Machine -custom- (lit. Relance la machine) | 4:58 |
| 3. | Honey Flower (HONEY FLOWER (lit. Fleur de miel)   | 3:56 |
| 4. | New Sensation (version instrumentale)             | 4:34 |
| 5. | Replay Machine -custom- (version instrumentale)   | 4:57 |
| 6. | Honey Flower (version instrumentale)              | 3:54 |

Auteurs : La première chanson est composée entièrement par Toshiro Yabuki. Les paroles et la musique de la 2e chanson sont composées par Chiyomaru Chikura, tandis que les arrangements sont faits par Tsutomu Ohira et Toshimichi Isoe. Les paroles de la 3e chanson sont composées par Sato Rei et Kosawa Naoko, tandis que la musique est composée par Akimitsu Honma et les arrangements par Akimitsu Honma et Tsutomu Ohira.